# Yamaha Virago

Yamaha Virago - лінійка перших мотоциклів типу чопер(круізер) з двоциліндровим V-подібним двигуном від японської компанії Yamaha, та одним з перших серійних мотоциклів с моно-амортизаційною задньою підвіскою. Першою моделлю, яка надійшла в продаж у  1981 році, була 750 кубова версія мотоцикла. В 1982 році було випущено версії з 500 и 920 кубовими моторами.
В 1984 році модель була значно перероблена. Моно-амортизаційна підвіска заднього колеса замінена на класичну схему с двома амортизаторами та змінена форма бензобаку, яка стала більш краплеподібна. В цьому ж році компанія Harley-Davidson, що побоювалась навали на ринок США, мотоциклів лінійки Virago та інших нових японських мотоциклів типу крузер, пролобіювали підвищення податку на імпортні мотоцикли з об'ємом двигуна 700 куб. см і більше. Компанія Yamaha відреагувала заміною двигуна 750 куб.см на двигун з об'ємом 699 куб.см, в той же час 920 кубовий двигун модернізували до 1000 куб. см, а пізніше до 1100 куб. см. Наприкінці 1980-х булу розроблено версію з двигуном 250 куб. см. Також було розроблено версію з двигуном 125 куб. см. Yamaha виробляла наступні моделі Virago: XV125, XV250, XV400, XV500, XV535, XV700, XV750, XV920R, XV1000, XV1100.
На заміну Virago наприкінці 90-х років було запущено серії мотоциклів V-Star і Road Star. Останній мотоцикл під іменем Virago був XV250 який було вироблено в 2001 році (за деякими даними у 2007 році). У 2008-му він був перейменований на V-Star 250.
Доступність і простота конструкції забезпечили мотоциклам Virago шалену популярність. Існують фан-клуби цієї моделі в усьому світі. Зараз крім оригінальних японських Virago можна зустріти китайські клони моделей XV125, XV250 та XV400.
Існує поширена помилка, коли Virago перекладають як Відьма, однак назву мотоцикла треба розуміти як мужеподібна жінка, чи жінка-воїн, бой-баба тощо.

## Історія моделі
1981 рік: Вийшов у світ "XV750 Special" - перший мотоцикл серії Virago. Робочий об'єм 748 куб.см (83х69,2 мм), 60 к.с. при 7000 об/хв, 212 кг сухої маси мотоцикла, база 1520 мм.
1982 рік: Нова модель - "XV920 Virago". Робочий об'єм двигуна 920 куб.см (92х69,2 мм), потужність - 65 к.с. при 6500 об/хв. Привід на заднє колесо - карданним валом, дводискові передні гальма, руль, що регулюється, електрона рідкокристалічна панель приладів. База 1520 мм, суха маса 225 кг.
1983 рік: На всіх моделях - привод тільки карданним валом. Ненадійна електрона панель приладів замінена на звичайну. Крім стандартних, мотоцикли випускаються в варіанті "Midnight" - пофарбовані в чорний колір двигуни, золоті емблеми на баку. В середині року у більшої моделі збільшено об'єм двигуна до 981 куб.см (95х69,2 мм, 65 к.с. при 6500 об/хв). Додатково до основного баку з пальним 12,5 л під сідлом 1000-кубової машини вмонтовано бак на 2 л. Розпочато виробництво моделі  "XV500SE" (494 куб.см, 73х59 мм, 44 к.с. при 8000 об/хв, маса мотоцикла 173 кг, база 1410 мм), яка вироблялась лише один рік.
1984 рік: Рік великих змін. Задня підвіска з центральним моноамортизатором замінена на традиційну з двома. Повітряний фільтр винесено з рами і встановлено з правої сторони в окремому корпусі. Встановлено новий бак "крапля". Сідло стало нижче, збільшено виліт передньої вилки. Так як уряд США ввів протигуючі податкові тарифи для спасіння "Харлей-Дэвидсона", збільшив мито для імпортних мотоциклів з робочим об'ємом вище 700 куб.см, двигун 750-кубової модифікації для американського ринку було зменшено до 699 куб.см (80,2х69,2 мм). На цю модель по замовленню можна було встановити спицовані колеса. (За деякими даними ці зміни були проведені в 1983-му році)
1985 рік: Без видимих змін.
1986 рік: "XV1100" прийшла на заміну 1000-кубової моделі (95х75 мм; 1063 куб.см; 63 к.с. при 6000 об/мин). Ємність паливних баків збільшено до 16,5 л. Розширено гаму виконання обох моделей: двоколірна чи одноколірна схема фарбування, литі або спицовані колеса. 
1987 рік: Додатково до 700-кубової та 1100-кубової моделей розпочато виробництво "XV535" (535 куб.см; 76х59 мм; 46 к.с. при 7500 об/хв; суха маса мотоцикла 186 кг; база 1520 мм; спицовані колеса). Бак для пального (8,5 л) розташовано під сідлом.
1988 рік: Відміна підвищеного для імпортерів мита в США призвела до повернення 750-кубової моделі. Вона та 1100-кубова машини отримали нові сідла більш зручної форми. Для внутрішнього японського ринку розпочато виробництво 400-кубового (68х55 мм; 40 к.с. при 8500 об/хв) варіанта моделі "XV535". Відбувся дебют моделі "XV250" (248 куб.см; 49х66 мм; 23 к.с. при 8000 об/хв; суха маса мотоцикла 137 кг; база 1490 мм). "Маленька Virago" докорінно відрізнялась від "великих" та "середніх" - в неї дуплексна трубчаста рама замість хребтової, привід на заднє колесо - ланцюгом. В США цю модель продавали під назвою "Route 66".
1989 рік: Модель "XV535" Дообладнали додатковим баком 4,5 л, встановленим на традиційному місці, а також подвійним сідлом замість суцільного. На моделях 750 та 1100 встановлено нові карбюратори Mikuni замість Hitachi.
1990 рік: Без видимих змін.
1991 рік: На моделі "XV535" гальмівні диски з прорізами замінено суцільними.
1992 рік: Без видимих змін.
1993 рік: На моделі "XV535" з'явились хромовані деталі замість полірованого алюмінію (кришки картеру, корпусні елементи карбюраторів та ін.).
1994 рік: Модернізація моделей "XV750" и "XV1100". З'явилися спіцовані колеса з безкамерними шинами, для них встановлені гальмівні супорти з плаваючими супортами. Але мотоцикли з литими дисками теж виробляються. Модель "XV535" виробляється в двох виконаннях: стандартна та "Special" (DX) - з збільшеним числом хромованих деталей, двоколірною схемою фарбування та більш комфортним сідлом. Змінено гальма на моделі "XV535" та "XV400".
1995 рік: Додано виконання "Special" для 250-кубової моделі.
1996 рік: Для внутрішнього ринку Японії розпочато виробництво 400-кубового мотоцикла "Drag Star" з дуплексною рамою. Пройде час і ця серія витисне "Virago" у всіх кубатурах. Модифіковані впускна та випускна системи моделі "XV535". 1100-кубова модель оснащена карбюраторами з датчиком положення дросельної заслонки, виробляється також у виконанні   "Special". На всі "Virago" розпочали встановлювати нові дзеркала з хромованими прямокутними корпусами з неіржавної сталі.
1997 рік: Додатково розпочато виробництво моделі "XV125" (124 куб.см; 41х47 мм; 10,3 к.с. при 8000 об/хв; суха маса мотоцикла 139 кг; база 1495 мм). Конструкція ходової частини аналогічна 250-кубовій моделі.
1998 рік: Завершено виробництво 400 кубової та 750-кубової моделей.
1999 рік: Додано виконання "Special" для 125-кубової моделі.
2000 рік: Завершено виробництво 1100-кубової моделі. 250-кубова виготовляється тільки у виконанні "Special".
2001 рік: Завершено виробництво 250-кубової моделі; (за деякими даними виробництво тривало до 2007 року) "XV535" - тільки у виконанні "DX".

## Цікаві факти
- Фактично своєю появою лінійка Virago зобов'язана невдалій появі моделі TR1, яку вперше було представлено в 1980 році на виставці, а широку продаж розпочато наступного року. Технічно TR1 мало чим відрізняється від "класичних" Віраг, серед суттєвих відмінностей слід зазначити позиціювання моделі як спорттурист, привід ланцюгом, моноамортизатор та вихлопні труби з обох боків мотоциклу.

- Вся лінійка мотоциклів, в тому числі TR1 має кут розвалу циліндрів 75°, але модель 250 (та 125) мають 60°.

- Незважаючи на своє оформлення в стилі чоппер, посадка на мотоциклах лінійки ближче до класичної. Апарат керується і гальмує відчутно краще, ніж традиційні чоппери, але гірше ніж класики. Тобто Віраго по суті є проміжним класом між чоперами і класиками, завдяки чому і користувався і користується заслуженою популярністю.

- На пост радянському просторі мотоцикли лінійки Virago досить часто називають відьмами, що є невірним перекладом слова Virago. Більш правильно розуміти назву лінійки, як жінка-воїн, або мужеподібна жінка (Virago[en]).